# Johan Neeskens

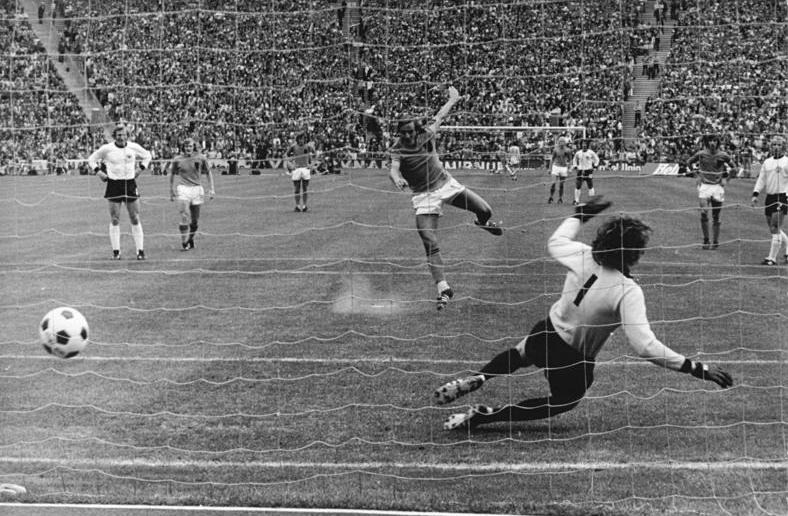
Neeskens gör 1–0 mot Västtyskland 1974.

Johannes Jacobus "Johan" Neeskens, född 15 september 1951 i Heemstede i Noord-Holland, död 6 oktober 2024 i Algeriet, var en nederländsk fotbollsspelare. Johan Neeskens var en av nyckelspelarna i den nederländska fotbollen, som med den så kallade totalfotbollen revolutionerade sporten i början av 1970-talet och tog VM-silver 1974 och 1978.

## Biografi
Neeskens spelade för RCH Heemstede innan han upptäcktes av Rinus Michels och värvades till Ajax 1970. Med klubblaget Ajax vann han Europacupen för mästarlag tre år i rad 1971–1973. I 1971 års final spelade Neeskens högerback, men han är kanske mest känd som mittfältare i det nederländska landslag som gick till final i VM 1974 och VM 1978. I VM-finalen mot Västtyskland 1974 (förlust 1–2) gav han sitt lag ledningen på straffspark redan efter 80 sekunder, genom att på sitt så typiska sätt skjuta bollen stenhårt mitt i målet. 
Efter VM flyttade Neeskens till Spanien för att spela i FC Barcelona. I Barcelona återfanns två av Neeskens landsmän, nämligen spelgeniet Johan Cruyff och den förre Ajaxtränaren Rinus Michels. Efter fem år i Barcelona flyttade Neeskens år 1979 till den amerikanska klubben New York Cosmos. Han hann även med att spela i FC Groningen och Fort Lauderdale samt de schweiziska klubbarna FC Baar och FC Zug, där han avslutade karriären som 40-åring. 
Han var senare verksam som tränare, bland annat som assisterande förbundskapten för Nederländerna 1996–2000, huvudtränare för NEC Nijmegen 2000–2004 och assisterande tränare i FC Barcelona 2006–2008 samt i Galatasaray SK 2009–2010.